# Tour de Romandia 2007
El Tour de Romandia 2007, 59a edició del Tour de Romandia, es va disputar entre el dia 1 i 6 de maig de 2007, sobre un recorregut de 665,5 km repartits entre un pròleg i cinc etapes per les carreteres de la Romandia. La cursa forma part del calendari UCI ProTour 2007.
El vencedor final fou el neerlandès Thomas Dekker, de l'equip Rabobank ProTeam, que fou seguit per Paolo Savoldelli i Andrei Kàixetxkin, ambdós de l'Astana.
Dekker també guanyà la classificació per punts, mentre Laurent Brochard (Bouygues Télécom) guanyava la classificació de la muntanya i Patrick Calcagni (Liquigas) la de les metes volants.

## Equips participants
| Núm.    | Codi | Equip                 |
| ------- | ---- | --------------------- |
| 1-8     | PRL  | Predictor-Lotto       |
| 11-18   | CSC  | Team CSC              |
| 21-28   | LIQ  | Liquigas              |
| 31-38   | DSC  | Discovery Channel     |
| 41-48   | A2R  | AG2R Prévoyance       |
| 51-58   | GCE  | Caisse d'Epargne      |
| 61-68   | RAB  | Rabobank              |
| 71-78   | SDV  | Saunier Duval-Prodir  |
| 81-88   | AST  | Astana Team           |
| 91-98   | TMO  | T-Mobile Team         |
| 101-108 | QSI  | Quick Step-Innergetic |

| Núm.    | Codi | Equip                            |
| ------- | ---- | -------------------------------- |
| 111-118 | LAM  | Lampre-Fondital                  |
| 121-128 | GST  | Gerolsteiner                     |
| 131-138 | C.A  | Crédit Agricole                  |
| 141-148 | BTL  | Bouygues Télécom                 |
| 151-158 | COF  | Cofidis, le Crédit par Téléphone |
| 161-168 | MRM  | Team Milram                      |
| 171-178 | EUS  | Euskaltel-Euskadi                |
| 181-188 | FDJ  | Française des Jeux               |
| 191-198 | UNI  | Unibet.com                       |
| 201-208 | LPR  | LPR                              |

## Resultats de les etapes
| Etapa    | Data      | Recorregut                         | Km       | Vencedor d'etapa | Líder de la general |
| -------- | --------- | ---------------------------------- | -------- | ---------------- | ------------------- |
| Pròleg   | 1 de maig | Friburg - Friburg (CRI)            | 3.5 km   | Paolo Savoldelli | Paolo Savoldelli    |
| 1a etapa | 2 de maig | Granges-Paccot - La Chaux-de-Fonds | 157.8 km | Markus Fothen    | Paolo Savoldelli    |
| 2a etapa | 3 de maig | La Chaux-de-Fonds - Lucens         | 166.9 km | Robbie McEwen    | Paolo Savoldelli    |
| 3a etapa | 4 de maig | Moudon - Charmey                   | 162.7 km | Matteo Bono      | Paolo Savoldelli    |
| 4a etapa | 5 de maig | Charmey - Morgins                  | 155.9 km | Igor Antón       | Chris Horner        |
| 5a etapa | 6 de maig | Lausana - Lausana (CRI)            | 20.4 km  | Thomas Dekker    | Thomas Dekker       |

## Classificacions

### Classificació general
|    | Ciclista             | Equip             | Temps       | UCI ProTour Punts |
| -- | -------------------- | ----------------- | ----------- | ----------------- |
| 1  | Thomas Dekker        | Rabobank          | 17h 27' 02" | 50                |
| 2  | Paolo Savoldelli     | Astana            | + 11"       | 40                |
| 3  | Andrei Kàixetxkin    | Astana            | + 34"       | 35                |
| 4  | Cadel Evans          | Predictor-Lotto   | + 43"       | 30                |
| 5  | Chris Horner         | Predictor-Lotto   | + 46"       | 25                |
| 6  | Roman Kreuziger      | Liquigas          | + 1' 35"    | 20                |
| 7  | Igor Antón Hernández | Euskaltel-Euskadi | + 1' 51"    | 15                |
| 8  | Andy Schleck         | Team CSC          | + 1' 53"    | 10                |
| 9  | Sylvester Szmyd      | Lampre-Fondital   | + 1' 55"    | 5                 |
| 10 | Janez Brajkovic      | Discovery Channel | + 2' 00"    | 2                 |

|   | Ciclista             | Equip            | Punts   |
| - | -------------------- | ---------------- | ------- |
| 1 | Laurent Brochard     | Bouygues Télécom | 64 pts. |
| 2 | Chris Anker Sørensen | Team CSC         | 42 pts. |
| 3 | Eros Capecchi        | Liquigas         | 30 pts. |

|   | Ciclista         | Equip        | Punts   |
| - | ---------------- | ------------ | ------- |
| 1 | Thomas Dekker    | Rabobank     | 43 pts. |
| 2 | Paolo Savoldelli | Astana       | 35 pts. |
| 3 | Markus Fothen    | Gerolsteiner | 32 pts. |

### Classificació dels esprints
|   | Ciclista         | Equip              | Punts   |
| - | ---------------- | ------------------ | ------- |
| 1 | Patrick Calcagni | Liquigas           | 10 pts. |
| 2 | Laszlo Bodrogi   | Crédit Agricole    | 9 pts.  |
| 3 | Sandy Casar      | Française des Jeux | 7 pts.  |

## Evolució de les classificacions
| Etapa (Vencedor)        | Classificació general | Classificació de la muntanya | Classificació combinada (punts) | Classificació dels esprints |
| ----------------------- | --------------------- | ---------------------------- | ------------------------------- | --------------------------- |
| Pròleg Paolo Savoldelli | Paolo Savoldelli      | Paolo Savoldelli             | Paolo Savoldelli                | Paolo Savoldelli            |
| 1a etapa Markus Fothen  | Paolo Savoldelli      | Laurent Brochard             | Markus Fothen                   | Sandy Casar                 |
| 2a etapa Robbie McEwen  | Paolo Savoldelli      | Laurent Brochard             | Markus Fothen                   | Patrick Calcagni            |
| 3a etapa Matteo Bono    | Paolo Savoldelli      | Laurent Brochard             | Markus Fothen                   | Patrick Calcagni            |
| 4a etapa Igor Antón     | Christopher Horner    | Laurent Brochard             | Markus Fothen                   | Patrick Calcagni            |
| 5a etapa Thomas Dekker  | Thomas Dekker         | Laurent Brochard             | Thomas Dekker                   | Patrick Calcagni            |